# Veslování na Letních olympijských hrách 2012
Veslování na Letních olympijských hrách 2012 v Londýně se konalo od 28. července do 4. srpna. Celkem se soutěžilo ve čtrnácti disciplínách, z toho osmi mužských a šesti ženských. O 14 sad medailí soutěžilo celkem 550 sportovců (353 mužů a 197 žen).

## Kalendář soutěží
| R | Rozjížďky | O | Opravy | ¼ | Čtvrtfinále | ½ | Semifinále | F | Finále |

| Disciplína↓/Datum →                        | So 28. | Ne 29. | Po 30. | Út 31. | St 1. | Čt 2. | Pá 3. | So 4. |
| ------------------------------------------ | ------ | ------ | ------ | ------ | ----- | ----- | ----- | ----- |
| Mužský skif                                | R      | O      |        | ¼      | ½     |       | F     |       |
| Mužská dvojka bez kormidelníka             | R      |        | O      |        | ½     |       | F     |       |
| Mužský dvojskif                            | R      | O      |        | ½      |       | F     |       |       |
| Mužský dvojskif lehkých vah                |        | R      |        | O      |       | ½     |       | F     |
| Mužská čtyřka bez kormidelníka             |        |        | R      | O      |       | ½     |       | F     |
| Mužská párová čtyřka                       | R      |        | O      |        | ½     |       | F     |       |
| Mužská čtyřka bez kormidelníka lehkých vah | R      | O      |        | ½      |       | F     |       |       |
| Mužská osma                                | R      |        | O      |        | F     |       |       |       |
| Ženský skif                                | R      | O      |        | ¼      |       | ½     |       | F     |
| Ženská dvojka bez kormidelníka             | R      |        | O      |        | F     |       |       |       |
| Ženský dvojskif                            |        |        | R      | O      |       |       | F     |       |
| Ženský dvojskif lehkých vah                |        | R      |        | O      |       | ½     |       | F     |
| Ženská párová čtyřka                       | R      |        | O      |        | F     |       |       |       |
| Ženská osma                                |        | R      |        | O      |       | F     |       |       |

## Medailisté

### Muži
| Disciplína                          | Zlato | Stříbro | Bronz |
| Skif                                | Nový Zéland · Mahé Drysdale | Česko · Ondřej Synek | Velká Británie · Alan Campbell |
| Dvojskif                            | Nový Zéland · Nathan Cohen · Joseph Sullivan | Itálie · Romano Battisti · Alessio Sartori | Slovinsko · Iztok Čop · Luka Špik |
| Dvojskif lehkých vah                | Dánsko (DEN) · Mads Rasmussen · Rasmus Quist Hansen | Velká Británie (GBR) · Zac Purchase · Mark Hunter | Nový Zéland (NZL) · Storm Uru · Peter Taylor |
| Párová čtyřka                       | Německo · Karl Schulze · Philipp Wende · Lauritz Schoof · Tim Grohmann | Chorvatsko · David Šain · Martin Sinković · Damir Martin · Valent Sinković                                                                                    | Austrálie · Chris Morgan · Karsten Forsterling · James McRae · Daniel Noonan                                                                                                |
| Dvojka bez kormidelníka             | Nový Zéland · Eric Murray · Hamish Bond | Francie · Germain Chardin · Dorian Mortelette | Velká Británie · George Nash · William Satch |
| Čtyřka bez kormidelníka             | Velká Británie (GBR) · Alex Gregory · Tom James · Pete Reed · Andrew Triggs Hodge                                                                                         | Austrálie (AUS) · James Chapman · Joshua Dunkley-Smith · Drew Ginn · William Lockwood                                                                         | Spojené státy americké (USA) · Charles Cole · Scott Gault · Glenn Ochal · Henrik Rummel                                                                                     |
| Čtyřka bez kormidelníka lehkých vah | Jihoafrická republika · James Thompson · Matthew Brittain · John Smith · Sizwe Ndlovu                                                                                     | Velká Británie · Peter Chambers · Rob Williams · Richard Chambers · Chris Bartley                                                                             | Dánsko · Kasper Winther · Morten Jørgensen · Jacob Barsoe · Eskild Ebbesen                                                                                                  |
| Osma                                | Německo · Filip Adamski · Andreas Kuffner · Eric Johannesen · Maximilian Reinelt · Richard Schmidt · Lukas Müller · Florian Mennigen · Kristof Wilke · korm. Martin Sauer | Kanada · Gabriel Bergen · Douglas Csima · Robert Gibson · Conlin McCabe · Malcolm Howard · Andrew Byrnes · Jeremiah Brown · Will Crothers · korm. Brian Price | Velká Británie · Alex Partridge · James Foad · Tom Ransley · Richard Egington · Mohamed Sbihi · Greg Searle · Matthew Langridge · Constantine Louloudis · korm. Phelan Hill |

### Ženy
| Disciplína              | Zlato | Stříbro | Bronz |
| Skif                    | Česko · Miroslava Knapková | Dánsko · Fie Udby Erichsenová | Austrálie · Kim Crowová |
| Dvojskif                | Velká Británie · Anna Watkinsová · Katherine Graingerová | Austrálie · Kim Crowová · Brooke Pratleyová | Polsko · Magdalena Fularczyková · Julia Michalská |
| Dvojskif lehkých vah    | Velká Británie (GBR) · Katherine Copelandová · Sophie Hoskingová | Čína (CHN) · Tung-siang Sü · Wen-i Chuang | Řecko (GRE) · Christina Giazitzidouová · Alexandra Tsiavouová |
| Párová čtyřka           | Ukrajina · Kateryna Tarasenková · Natalija Dovgodková · Anastasija Koženkovová · Jana Dementěvová                                                                                               | Německo · Annekatrin Thieleová · Carina Bärová · Julia Richterová · Britta Oppeltová | Spojené státy americké · Natalie Dellová · Kara Kohlerová · Megan Kalmoeová · Adrienne Martelliová |
| Dvojka bez kormidelníka | Velká Británie · Helen Gloverová · Heather Stanningová | Austrálie · Kate Hornseyová · Sarah Taitová | Nový Zéland · Juliette Haighová · Rebecca Scownová |
| Osma                    | Spojené státy americké · Erin Cafarová · Susan Franciaová · Esther Lofgrenová · Taylor Ritzelová · Meghan Musnickiová · Eleanor Loganová · Caroline Lindová · Caryn Daviesová · Mary Whippleová | Kanada · Janine Hansonová · Rachelle Viinbergová · Krista Guloienová · Lauren Wilkinsonová · Natalie Mastracciová · Ashley Brzozowiczová · Darcy Marquardtová · Andreanne Morinová · Lesley Thompsonová-Willieová | Nizozemsko · Jacobine Veenhovenová · Ninke Kingmaová · Chantal Achterbergová · Sytske de Grootová · Roline Repelaer van Drielová · Claudia Belderbosová · Carline Bouwová · Annemiek de Haanová · Anne Schellekensová |

## Přehled medailí
| Pořadí | Země                   | Zlato | Stříbro | Bronz | Celkově |
| ------ | ---------------------- | ----- | ------- | ----- | ------- |
| 1.     | Velká Británie         | 4     | 2       | 3     | 9       |
| 2.     | Nový Zéland            | 3     | 0       | 2     | 5       |
| 3.     | Německo                | 2     | 1       | 0     | 3       |
| 4.     | Dánsko                 | 1     | 1       | 1     | 3       |
| 5.     | Česko                  | 1     | 1       | 0     | 2       |
| 6.     | Spojené státy americké | 1     | 0       | 2     | 3       |
| 7.     | Jihoafrická republika  | 1     | 0       | 0     | 1       |
| 7.     | Ukrajina               | 1     | 0       | 0     | 1       |
| 9.     | Austrálie              | 0     | 3       | 2     | 5       |
| 10.    | Kanada                 | 0     | 2       | 0     | 2       |
| 11.    | Čína                   | 0     | 1       | 0     | 1       |
| 11.    | Chorvatsko             | 0     | 1       | 0     | 1       |
| 11.    | Francie                | 0     | 1       | 0     | 1       |
| 11.    | Itálie                 | 0     | 1       | 0     | 1       |
| 15.    | Řecko                  | 0     | 0       | 1     | 1       |
| 15.    | Nizozemsko             | 0     | 0       | 1     | 1       |
| 15.    | Polsko                 | 0     | 0       | 1     | 1       |
| 15.    | Slovinsko              | 0     | 0       | 1     | 1       |
| Celkem | Celkem                 | 14    | 14      | 14    | 42      |